# Atsuhiko Mori
Atsuhiko Mori (Hyogo, 31 mei 1972) is een voormalig Japans voetballer.

## Carrière
Atsuhiko Mori speelde tussen 1991 en 1997 voor Yokohama Flügels en Consadole Sapporo.